# Novi Skucani
Novi Skucani is een plaats in de gemeente Kapela in de Kroatische provincie Bjelovar-Bilogora. De plaats telt 202 inwoners (2001).